# Pangasinan
Pangasinan er en provins i Filippinerne. Den ligger på vestsiden af øen Luzon ud til Ligayenbugten og det Sydkinesiske Hav. Provinsen har et areal på 5.451,01 km² og et indbyggertal på 2.956.726 pr. 2015. Hovedstaden er Ligayen.